# Santa Cruz das Flores
Santa Cruz das Flores ([ˈsɐ̃tɐ ˈkɾuʒ ðɐʃ ˈfloɾɨʃ] ⓘ) ist die Hauptstadt der portugiesischen Azoreninsel Flores und Sitz eines Kreises (Concelho). Sie ist mit 1552 Einwohnern (Stand 19. April 2021) die bevölkerungsreichste Gemeinde (Freguesia) der Insel und neben Lajes das Flores im Süden der zweite Ort der Insel mit touristischen Einrichtungen.

## Geografie
Santa Cruz das Flores liegt von allen Orten der Insel am weitesten östlich.

## Geschichte
Santa Cruz entstand um 1500, erhielt 1548 das Stadtrecht und wurde am Beginn des 17. Jahrhunderts Hauptstadt der Insel Flores. 1642 begannen die Franziskaner mit dem Bau des Klosters, das gegen 1750 fertiggestellt wurde. 1693 hatte Santa Cruz 900 Einwohner. Von 1966 bis 1993 betrieben die französischen Streitkräfte in der Stadt eine militärische Abhörstation.

## Kultur und Sehenswürdigkeiten
Das ehemalige Franziskanerkloster beherbergt heute das Inselmuseum Museu das Flores. Eine ständige Ausstellung beschäftigt sich mit dem Walfang. Bemerkenswert sind die Scrimshaw-Exponate aus Pottwalzähnen. Die Ausstattung der Klosterkirche Igreja de Sao Boaventura zeigt lateinamerikanische Einflüsse.
Die dreischiffige Hauptkirche Igreja Matriz da Nossa Senhora da Conceição stammt aus dem 16. Jahrhundert, erhielt ihre heutige Form aber erst 1859.

## Wirtschaft und Infrastruktur

### Wirtschaft

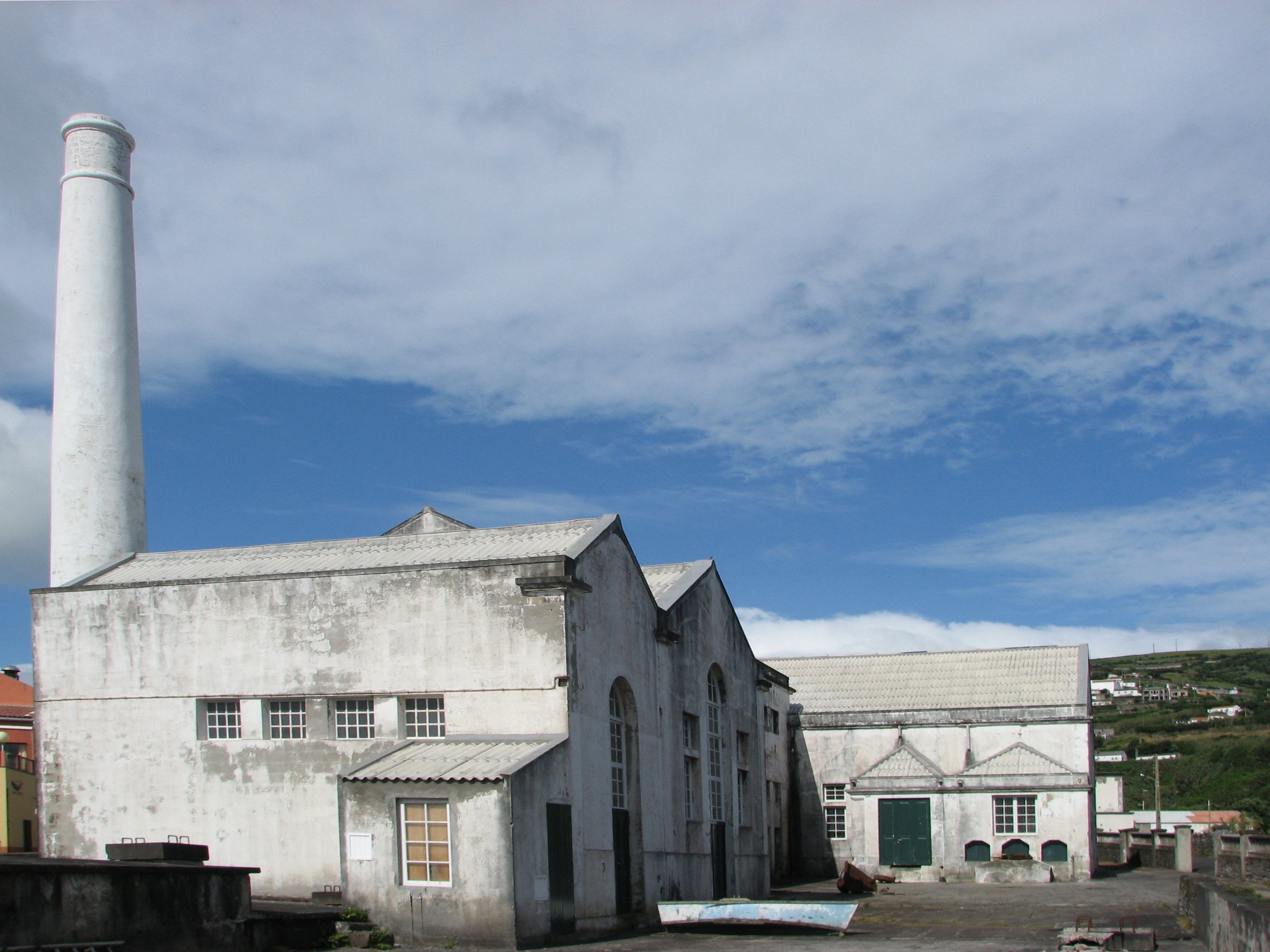
Alte Walfabrik

Seit 1924 betrieb die Empresa de Pesca de Baleia Esperança von Santa Cruz aus den Walfang. 1941–1944 wurde die Walfabrik gebaut und machte die Stadt zum Zentrum dieses Wirtschaftszweigs auf Flores. 1981 wurde der Walfang eingestellt. Heute wird in kleinerem Umfang Fischfang betrieben.
Daneben spielt die Milchwirtschaft eine Rolle. In der ansässigen Käserei wird der Queijo Uniflores hergestellt. Täglich werden 4000 bis 5000 Liter Milch verarbeitet.
Seit den 1990er Jahren wird der Tourismus immer wichtiger. Santa Cruz das Flores stellt die Mehrzahl der Gästebetten auf Flores.

### Verkehr
Santa Cruz ist über die Hauptstraße R 1-2 mit allen wichtigen Orten der Ostküste verbunden. Die Westküste wird am schnellsten über die R 2-2 erreicht, die 3 km südwestlich der Stadt von der R 1-2 abzweigt. Die Buslinien der União de Transportes dos Carvalhos verbinden die Stadt mit Ponta Delgada, Fajã Grande und Lajes das Flores.
Santa Cruz besitzt drei Häfen, den Fracht- und Passagierhafen Porto das Poças, den Fischereihafen Porto Velho am Leuchtturm und den Porto do Boqueirão an der ehemaligen Walfabrik. In unmittelbarer Nähe der Stadt befindet sich seit 1968 der einzige Flughafen der Insel. Direkte Flugverbindungen gibt es zu den Azoren-Inseln São Miguel, Terceira, Faial und Corvo.

### Bildung
In Santa Cruz das Flores gibt es eine Primarschule, eine Realschule und ein Gymnasium.

## Verwaltung

### Kreis Santa Cruz das Flores
Der Kreis Santa Cruz das Flores nimmt den nördlichen Teil von Flores ein. Er grenzt südlich an den Kreis Lajes das Flores, in den anderen Himmelsrichtungen an den Atlantik. Der Kreis ist in vier Freguesias (Gemeinden) eingeteilt:

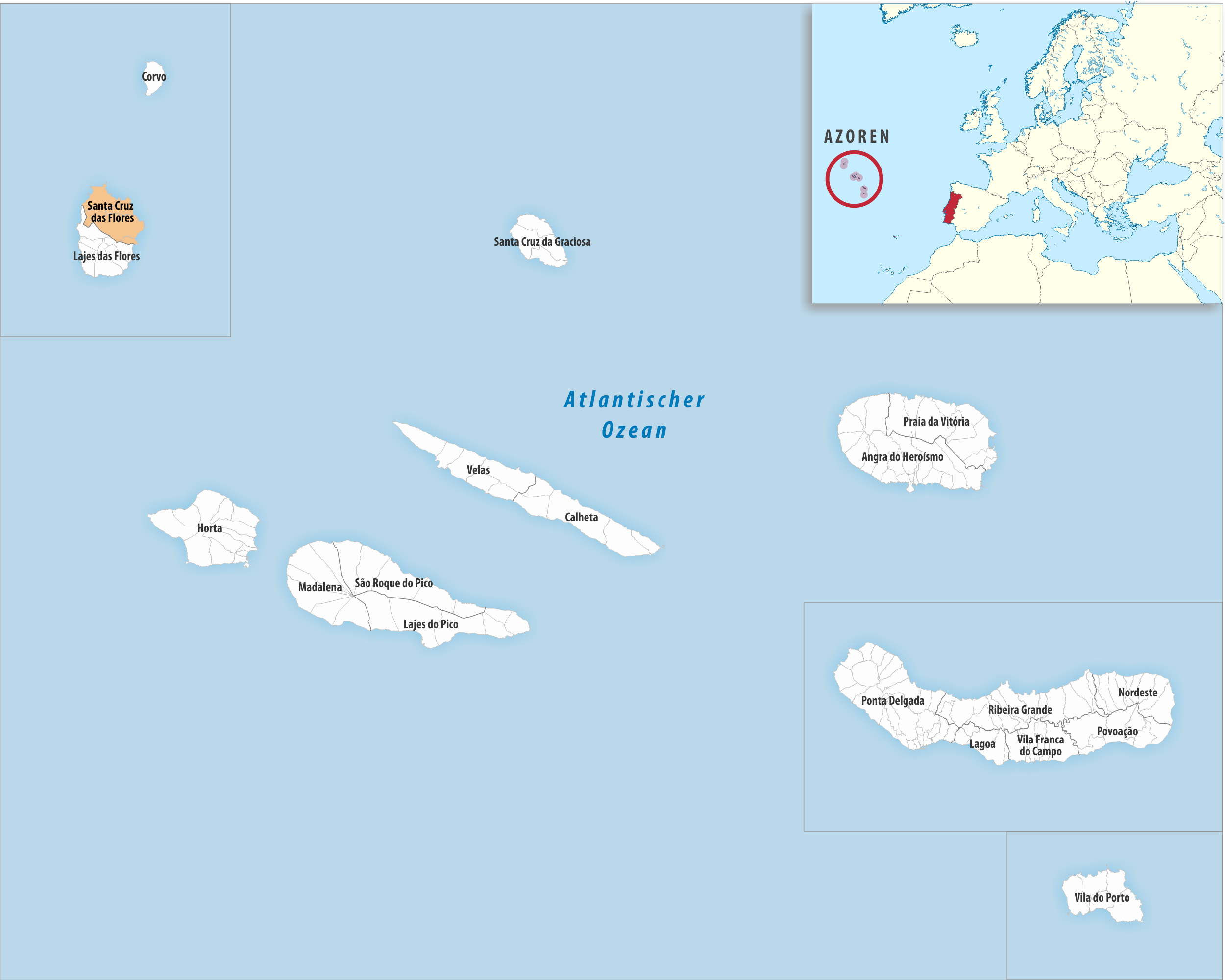
Kreis Santa Cruz das Flores

| Gemeinde                    | Einwohner (2021) | Fläche km² | Dichte Einw./km² | LAU- Code |
| --------------------------- | ---------------- | ---------- | ---------------- | --------- |
| Caveira                     | 76               | 3,28       | 23               | 480201    |
| Cedros                      | 112              | 10,30      | 11               | 480202    |
| Ponta Delgada               | 280              | 17,65      | 16               | 480203    |
| Santa Cruz das Flores       | 1.552            | 39,68      | 39               | 480204    |
| Kreis Santa Cruz das Flores | 2.020            | 70,91      | 28               | 4802      |

### Bevölkerungsentwicklung
| Einwohnerzahl im Kreis Santa Cruz das Flores (1849–2011) |      |      |      |      |      |      |      |      |      |
| Jahr                                                     | 1849 | 1900 | 1930 | 1960 | 1981 | 1991 | 2001 | 2004 | 2011 |
| Einwohner                                                | 4858 | 3629 | 3484 | 3207 | 2456 | 2628 | 2493 | 2500 | 2289 |

### Kommunaler Feiertag
- 24. Juni